# جیسون گیلکریست
جیسون گیلکریست (انگلیسی: Jason Gilchrist؛ زادهٔ ۱۷ دسامبر ۱۹۹۴) بازیکن فوتبال اهل بریتانیا است.
از باشگاه‌هایی که در آن بازی کرده‌است می‌توان به باشگاه فوتبال چستر، باشگاه فوتبال آکرینگتون استنلی، باشگاه فوتبال برنلی، و باشگاه فوتبال درویلزدن اشاره کرد.
وی همچنین در تیم ملی فوتبال England C بازی کرده‌است.